# New Orleans Saints 2010
La stagione 2010 dei New Orleans Saints è stata la 44ª della franchigia nella National Football League. La squadra iniziò la stagione come campione in carica dopo la vittoria del Super Bowl XLIV. Con un record di 11-5 fece ritorno ai playoff ma, malgrado fosse data per netta favorita, fu eliminata nel primo turno dai Seattle Seahawks che erano stati la prima squadra della storia a qualificarsi per i playoff con un record negativo di 7-9.

## Scelte nel Draft 2010
| Scelte dei Saints nel Draft 2010 |        |                  |       |                |
| Ordine                           | Ordine | Giocatore        | Ruolo | College        |
| Giro                             | Scelta | Giocatore        | Ruolo | College        |
| 1                                | 32     | Patrick Robinson | CB    | Florida State  |
| 2                                | 64     | Charles Brown    | OT    | USC            |
| 3                                | 95     | Jimmy Graham     | TE    | Miami          |
| 4                                | 123    | Al Woods         | DT    | LSU            |
| 5                                | 158    | Matt Tennant     | C     | Boston College |
| 7                                | 239    | Sean Canfield    | QB    | Oregon State   |

## Roster
| Roster dei New Orleans Saints nel 2008 |
| --- |
| Quarterback - 9 Drew Brees - 10 Chase Daniel Running Back - 43 Joique Bell - 25 Reggie Bush PR - 44 Heath Evans FB - 21 Julius Jones - 35 DeShawn Wynn Wide Receiver - 87 Adrian Arrington - 12 Marques Colston - 19 Devery Henderson - 17 Robert Meachem KR - 16 Lance Moore Tight End - 80 Jimmy Graham - 84 Tory Humphrey - 88 Jeremy Shockey - 85 David Thomas FB Offensive Linemen - 71 Charles Brown T - 74 Jermon Bushrod T - 73 Jahri Evans G - 76 Jonathan Goodwin C - 77 Carl Nicks G - 78 Jon Stinchcomb T - 64 Zach Strief T - 65 Matt Tennant C Defensive Linemen - 92 Remi Ayodele DT - 96 Alex Brown DE - 97 Jeff Charleston DE - 98 Sedrick Ellis DT - 93 Junior Galette DE - 69 Anthony Hargrove DE/DT - 91 Will Smith DE - 99 Jimmy Wilkerson DE Linebacker - 55 Danny Clark OLB - 56 Jo-Lonn Dunbar OLB - 54 Ramon Humber OLB - 94 Kawika Mitchell OLB - 50 Marvin Mitchell ILB - 58 Scott Shanle OLB - 51 Jonathan Vilma ILB - 59 Anthony Waters OLB Defensive Back - 37 Matt Giordano SS - 33 Jabari Greer CB - 41 Roman Harper SS - 27 Malcolm Jenkins FS - 22 Tracy Porter CB - 31 Pierson Prioleau SS - 34 Patrick Robinson CB - 42 Darren Sharper FS - 24 Leigh Torrence CB - 28 Usama Young FS Special Team - 47 Justin Drescher LS - 5 Garrett Hartley K - 6 Thomas Morstead P Lista delle riserve - 53 Stanley Arnoux ILB (IR) - 46 Ladell Betts RB (IR) - 52 Jonathan Casillas OLB (IR) - 20 Randall Gay CB (IR) - 30 Lynell Hamilton RB (IR) - 32 P.J. Hill RB (IR) - 29 Chris Ivory RB (IR) - 57 Jason Kyle LS (IR) - -- Marcus Mailei FB (IR) - 39 Chris Reis SS (IR) - 15 Courtney Roby WR (IR) - 23 Pierre Thomas RB (IR) Squadra di allenamento - 70 Roger Allen III G/T - 95 Ezra Butler OLB - 4 Sean Canfield QB - 45 Jed Collins FB - 60 Brian de la Puente G - 75 Mitch King DT - 38 Mark Parson CB - 36 Chris Taylor RB |
| Legenda - I rookie sono in corsivo. - Il primo ruolo è il principale mentre gli eventuali successivi indicano i ruoli secondari. - (IR) sta per Injured Reserve ed indica la lista ristretta per un solo giocatore infortunato che può tornare ad allenarsi dopo la settimana 6 e a rientrare in prima squadra dopo che questa ha giocato 8 partite. - (NF-Inj.) / (NF-Ill.) stanno rispettivamente per Non-Football Injured e Non-Football Illness ed indicano le liste dove viene inserito un giocatore che ha un infortunio o una malattia non dipendente dal football americano. - (PUP) sta per Physically Unable to Perform ed indica la lista dove viene inserito un giocatore mentre è in attesa di recuperare la condizione fisica. Nella stagione regolare dopo la sesta partita giocata dalla propria squadra, il giocatore ha tempo tre settimane per riprendere ad allenarsi, più tre settimane aggiuntive dal suo rientro agli allenamenti per rientrare in prima squadra. |

## Calendario

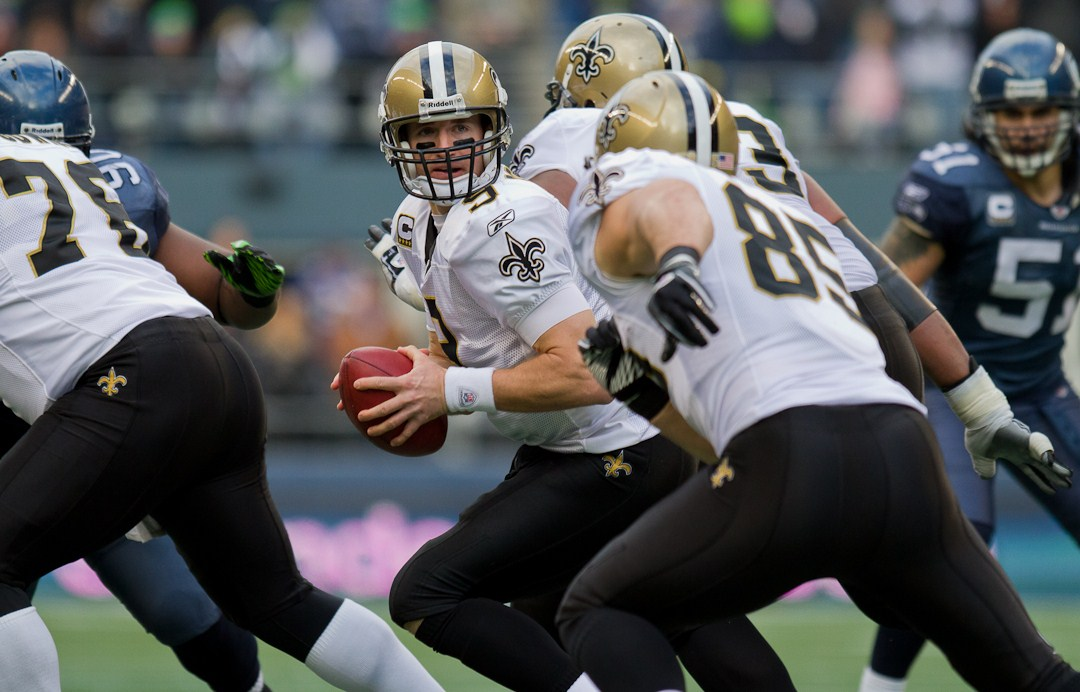
La partita di playoff contro i Seattle Seahawks

| Stagione regolare |                         |                    |                    |                               |                    |                    |                    |
| Turno             | Avversario              | Risultato          | Record             | Stadio                        | Sintesi            |                    |                    |
| 1                 | Minnesota Vikings       | V 14–9             | 1–0                | Louisiana Superdome           | Recap              |                    |                    |
| 2                 | at San Francisco 49ers  | V 25–22            | 2–0                | Candlestick Park              | Recap              |                    |                    |
| 3                 | Atlanta Falcons         | S 24–27 (DTS)      | 2–1                | Louisiana Superdome           | Recap              |                    |                    |
| 4                 | Carolina Panthers       | V 16–14            | 3–1                | Louisiana Superdome           | Recap              |                    |                    |
| 5                 | at Arizona Cardinals    | S 20–30            | 3–2                | University of Phoenix Stadium | Recap              |                    |                    |
| 6                 | at Tampa Bay Buccaneers | V 31–6             | 4–2                | Raymond James Stadium         | Recap              |                    |                    |
| 7                 | Cleveland Browns        | S 17–30            | 4–3                | Louisiana Superdome           | Recap              |                    |                    |
| 8                 | Pittsburgh Steelers     | V 20–10            | 5–3                | Louisiana Superdome           | Recap              |                    |                    |
| 9                 | at Carolina Panthers    | V 34–3             | 6–3                | Bank of America Stadium       | Recap              |                    |                    |
| 10                | Settimana di pausa      | Settimana di pausa | Settimana di pausa | Settimana di pausa            | Settimana di pausa | Settimana di pausa | Settimana di pausa |
| 11                | Seattle Seahawks        | V 34–19            | 7–3                | Louisiana Superdome           | Recap              |                    |                    |
| 12                | at Dallas Cowboys       | V 30–27            | 8–3                | Cowboys Stadium               | Recap              |                    |                    |
| 13                | at Cincinnati Bengals   | V 34–30            | 9–3                | Paul Brown Stadium            | Recap              |                    |                    |
| 14                | St. Louis Rams          | V 31–13            | 10–3               | Louisiana Superdome           | Recap              |                    |                    |
| 15                | at Baltimore Ravens     | S 24–30            | 10–4               | M&T Bank Stadium              | Recap              |                    |                    |
| 16                | at Atlanta Falcons      | V 17–14            | 11–4               | Georgia Dome                  | Recap              |                    |                    |
| 17                | Tampa Bay Buccaneers    | S 13–23            | 11–5               | Louisiana Superdome           | Recap              |                    |                    |

### Playoff
| Playoff   |                |                         |           |           |             |         |
| Turno     | Data           | Avversario (seed)       | Risultati | Risultati | Stadio      | Sintesi |
| Turno     | Data           | Avversario (seed)       | Punteggio | Record    | Stadio      | Sintesi |
| Wild card | 8 gennaio 2011 | at Seattle Seahawks (4) | S 36–41   | 0–1       | Qwest Field | Recap   |

## Classifiche
| NFC South              |    |    |   |      |     |      |     |     |     |
|                        | V  | S  | P | %    | DIV | CONF | PF  | PS  | STR |
| (1) Atlanta Falcons    | 13 | 3  | 0 | .813 | 5–1 | 10–2 | 414 | 288 | V1  |
| (5) New Orleans Saints | 11 | 5  | 0 | .688 | 4–2 | 9–3  | 384 | 307 | S1  |
| Tampa Bay Buccaneers   | 10 | 6  | 0 | .625 | 3–3 | 8–4  | 343 | 318 | V2  |
| Carolina Panthers      | 2  | 14 | 0 | .125 | 0–6 | 2–10 | 196 | 408 | S2  |